# Бурла (Ботошани)
Бурла (рум. Burla) насеље је у Румунији у округу Ботошани у општини Унцени. Oпштина се налази на надморској висини од 120 m.

## Становништво
Према подацима из 2002. године у насељу је живело 111 становника, од којих су сви румунске националности.